# The Transfiguration of Blind Joe Death
The Transfiguration of Blind Joe Death è un album del chitarrista e compositore statunitense John Fahey, pubblicato nel 1965 dalla Riverboat.

## Pubblicazioni
Il disco fu pubblicato (prima pubblicazione) nel 1965 in edizione limitatissima di appena 50 copie (senza la scritta Vol.5 in copertina).
Pubblicazioni successive:
Riverboat Records con lo stesso codice, nel 1967 (copertina di colore verde con la scritta aggiunta in retrocopertina di Vol.5), 1970 e 1972.
Transatlantic Records (TRA 173) nel 1968.
Takoma Records (R-9015) nel 1973 e nel 1980 (TAK-7015), 1983 (ST-72715) con il titolo The Transfiguration of Blind Joe Death Volume 5, ancora nel 1997 (TAKCD-6504-2 e CDTAK 7015) su CD.
Sonet Records (SNTF 744) nel 1978.
4 Men with Beards (4M205) nel 2013.

## Tracce
Lato A
1. Beautiful Linda Getchell – 1:50 (John Fahey, L. Mayne Smith)
2. Orinda-Moraga – 3:55 (John Fahey)
3. I Am the Resurrection – 3:00 (John Fahey)
4. On the Sunny Side of the Ocean – 3:00 (John Fahey)
5. Tell Her to Come Back Home – 2:45 (John Fahey, Uncle Dave Macon)
6. My Station Will Be Changed After While – 2:02 (John Fahey)
7. 101 Is a Hard Road to Travel – 2:17 (John Fahey, Uncle Dave Macon)

Durata totale: 18:49
Lato B
1. How Green Was My Valley – 2:15 (John Fahey)
2. Bicycle Built for Two – 1:10 (Tradizionale, arrangiamento di John Fahey)
3. The Death of the Clayton Peacock – 2:52 (John Fahey)
4. Brenda's Blues – 1:45 (John Fahey)
5. Old Southern Medley – 6:08 (Charley Patton, Daniel Decatur Emmett, John Fahey, Stephen Foster)
6. Come Back Baby – 2:15 (Country Paul)
7. Poor Boy – 2:25 (Bukka White, John Fahey)
8. Saint Patrick's Hymn (Saint Patrick) – 0:55 (Tradizionale, arrangiamento di John Fahey)

Durata totale: 19:45

## Musicisti
- John Fahey - chitarra
- Ed Freeman - chitarra
- L. Mayne Smith - chitarra[1]